# Адемар Феррейра да Сілва
Адемар Феррейра да Сілва (порт. Adhemar Ferreira da Silva; 29 вересня 1927 — 12 грудня 2001) — бразильський легкоатлет, дворазовий олімпійський чемпіон.

## Біографія
Адемар Феррейра да Сілва народився 1927 року в Сан-Паулу в бідній родині. З 1947 року почав тренуватися в потрійному стрибку під керівництвом німецького тренера Дітріха Гернера, і незабаром побив національний рекорд. Він був відібраний в олімпійську збірну Бразилії для участі в Олімпійських іграх 1948 року народження, але там зайняв лише восьме місце. Однак в 1951 році він став володарем золотої медалі Панамериканських ігор, після чого двічі — в 1952-му і 1956 роках — завойовував золоті олімпійські медалі в потрійному стрибку. У 1955 і 1959 роках він знову завоював золоті медалі Панамериканських ігор.
У 1959 році Адемар Феррейра да Сілва знявся у фільмі «Чорний Орфей» режисера Вінісіусом ді Мораїса, який завоював «Золоту гілку» Каннського кінофестивалю.
Адемар протягом більшої частини своєї кар'єри представляв спортивну секцію футбольного клубу «Сан-Паулу». Дві зірки в емблемі цього третього за популярністю клубу Бразилії додані в честь двох світових рекордів Адемара, встановлених на Олімпійських іграх 1952 року і на Панамериканських іграх 1955 року.